# Hémotaphonomie
L’hémotaphonomie (du grec haima pour sang, taphos pour enterrement, et nomos pour loi) est une discipline scientifique de la biologie cellulaire qui étudie la morphologie des cellules sanguines dans des taches de sang déposées sur différents supports, pouvant notamment être appliquée à la criminalistique et l'archéologie.
Elle ne doit pas être confondue avec l'analyse du profil des taches de sang (bloodstain pattern analysis).

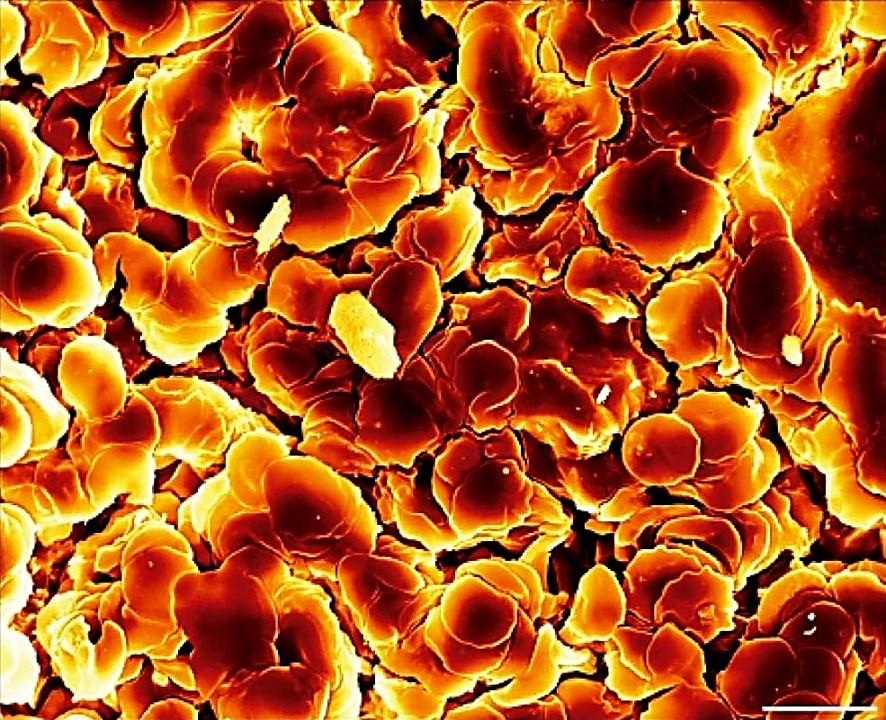
Micrographie au microscope électronique à balayage d'une tache de sang humaine. Image pseudo-colorée à l'aide du logiciel couplé au microscope, dans le but d'améliorer l'apparence réaliste de la tache. La barre correspond à 10 micromètres. De la couverture du livre The Aesthetics of Haemotaphonomy.

## Origine
Le terme a été proposé en 1992 par le biologiste Policarp Hortolà,,, inspiré par le mot « taphonomie » introduit en paléontologie en 1940 par Ivan Efremov.

## Description de la méthode

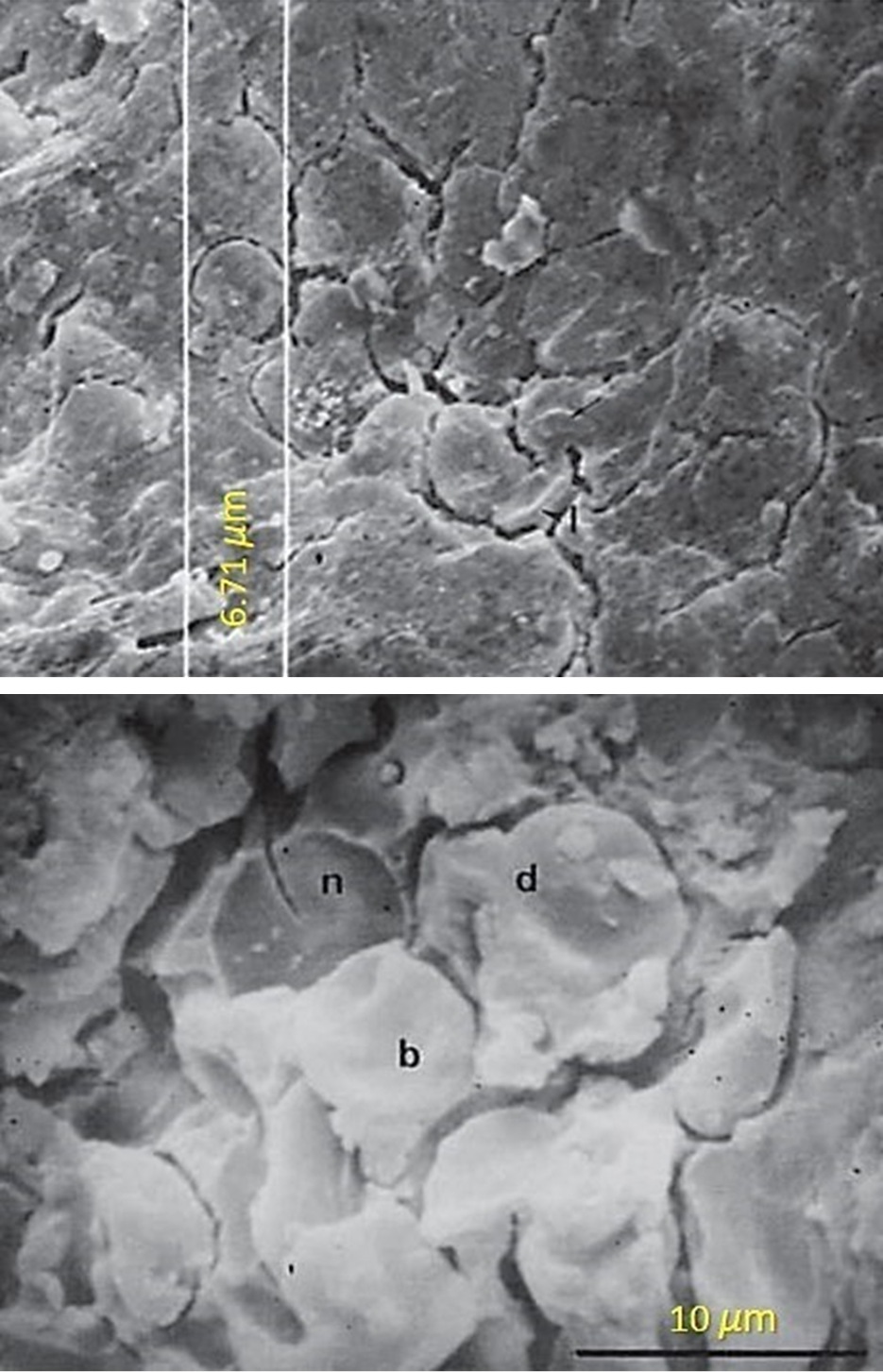
Tache de sang expérimentale de pécari à collier, conservé sur silex pendant un an. Dans la micrographie supérieure, un hécatocyte; dans la micrographie inférieure, un janocyte (n). Source: « Experimental SEM determination of game mammalian bloodstains on stone tools », Policarp Hortolà, Environmental Archaeology: The Journal of Human Palaeoecology, 2001, reproduit avec la permission de l'éditeur (Taylor & Francis Ltd, http://www.tandfonline.com).

Le procédé consiste à analyser le clair-obscur des images des tâches obtenues par microscopie électronique à balayage pour définir la forme des cellules, notamment celle des érythrocytes ou globules rouges. La microscopie confocale peut constituer une alternative pratique à la microscopie électronique à balayage lorsqu'un niveau de détail très élevé de la surface des taches de sang n'est pas requis.
A part les mammifères, les globules rouges de presque l'ensemble des vertébrés possèdent un noyau, mais il existe des exceptions. Dans les salamandres de la famille des Plethodontidae, l'espèce Batrachoseps attenuatus possède près de 95 % de globules rouges sans noyaux. Le poisson téléostéen Maurolicus muelleri possède également des globules rouges acaryotes.
En raison de l'absence de noyau, les globules rouges typiques des mammifères ont une forme de disque biconcave, à l'exception des Camelidae, dont les globules rouges sont ovales. D'autres formes physiologiques, qui apparaissent dans une petite proportion ou qui sont pathologiques: en forme de boule épineuse, en forme de larme, cellules fragmentées, en forme de corne, en forme de faucille (drépanocytes), et bien d'autres. L'hémotaphonomie distingue deux morphologies de globules rouges dans les tâches de sang séché (absentes du sang en condition physiologique normale), permettant de caractériser (au moins) celles de mammifères:
- les hécatocytes (formes lunaires ou moon-like shapes), liés à l'interaction plasma-érythrocyte à l'état sec (étymologiquement d'Hecate).
- les janocytes (répliques négatives ou negative replicas), liés à l'impression de la matrice du plasma sec (étymologiquement de Janus).

## Science appliquée

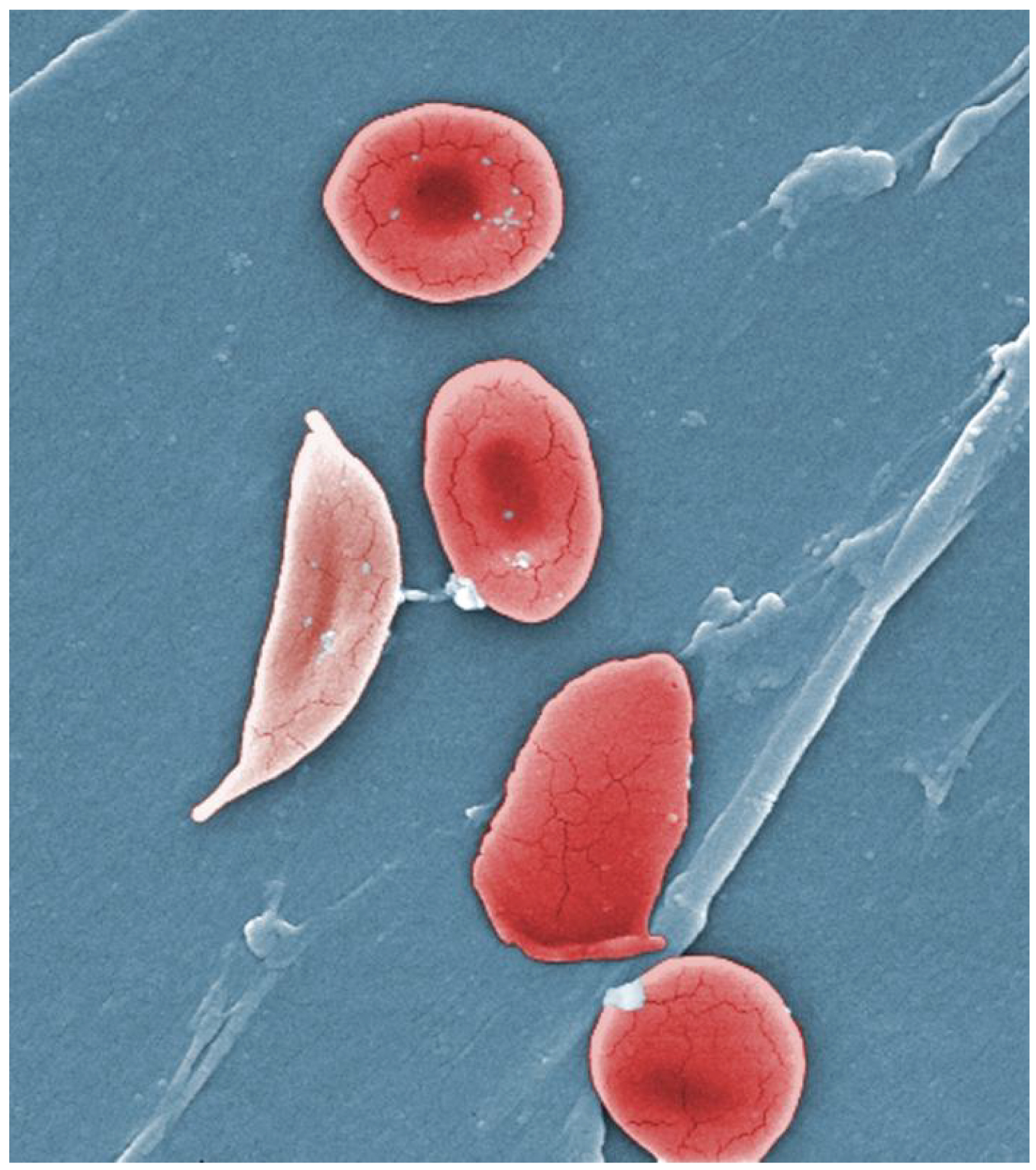
Globule rouge falciforme (pâle, à gauche), typique de la drépanocytose. Micrographie électronique à balayage, pseudo-colorée.

Bien avant l'apparition du premier microscope électronique à balayage commercial, au milieu du XXe siècle, la détermination microscopique des taches de sang avait été réalisée sporadiquement comme une aide à la science médico-légale. Le médecin et chimiste minorquin Mathieu Orfila est considéré comme le premier à avoir tenté d'utiliser un microscope optique à de telles fins.
Cette méthode permet d'utiliser les taches de sang comme preuves en criminalistique et en archéologie,. Elle a également été employée pour l'étude de supposés résidus de sang dans des fragments de manuscrits médiévaux ainsi que sur le Suaire de Turin.
Sur le plan pratique, l’hémotaphonomie vise à déterminer si une tache est ou non du sang en vérifiant la présence de globules rouges. Si tel est le cas, il convient ensuite d’identifier si le sang provient d’un mammifère ou non. Si le sang est d'origine mammalienne, il s’agira alors de déterminer s'il provient ou non d'un camélidé (comme le dromadaire, le chameau de Bactriane, le guanaco, la vigogne, etc.) en raison de la morphologie ovale, aplatie et anucléée de leurs érythrocytes. De plus, étant une technique de morphologie microscopique, l’hémotaphonomie permet également d’identifier les globules rouges caractéristiques de la drépanocytose ou anémie falciforme.